# Thierry Lhermitte
Thierry Lhermitte, född 24 november 1952 i Boulogne-Billancourt, Hauts-de-Seine, Frankrike, är en fransk skådespelare, manusförfattare och regissör. Under 1970-talet var han en av grundarna av teatergruppen Le Splendid som senare kom att göra flera filmer. Lhermitte är främst känd som komediaktör.
Han utnämndes till riddare av Hederslegionen 2001.

## Filmografi, urval
- 1978 – Les bronzés
- 1979 – Les bronzés font du ski
- 1982 – Le père Noël est une ordure
- 1983 – Papy fait de la résistance
- 1984 – Muta & kör!
- 1993 – Tango
- 1998 – En mycket speciell middag´
- 2025 – Asterix & Obelix: Tvekampen (TV-serie)